# Dr. Psycho – Die Bösen, die Bullen, meine Frau und ich
Dr. Psycho – Die Bösen, die Bullen, meine Frau und ich ist eine deutschsprachige Comedy-Krimi-Fernsehserie.

## Hintergrund
Die in Köln spielende Serie behandelt die Arbeit der SoKo für Organisierte Kriminalität, speziell die Arbeit des Polizeipsychologen Dr. Max Munzl. Er kommt neu in die Abteilung und hat bei den Kollegen einen schweren Stand, da die SoKo unterbesetzt ist, aber für einen in den Augen der Kollegen überflüssigen Psychologen Geld vorhanden ist.
Zur zweiten Staffel ergänzten Christina Große und Hanns Zischler den Cast.

## Charaktere

### Dr. Max Munzl
Dr. Max Munzl ist die Hauptperson der Serie. Er ist Psychologe und wird von seiner Tätigkeit im Jugendvollzug in die Abteilung für organisiertes Verbrechen versetzt. Hier versucht er sofort, seine Kollegen zu analysieren und will ihnen bei Lebensproblemen helfen. Allerdings hat er kaum sein eigenes Leben im Griff. Seine Frau Lena will sich von ihm trennen, da er tollpatschig, verwirrt und vergesslich ist. Trotz seines unerschütterlichen Glaubens, dass die Ehe noch zu retten ist, hat sie sich von ihm scheiden lassen. Er beginnt eine Beziehung mit Svenja, die beruflich Anti-Aggressions-Kurse leitet. Nachdem seine Mutter stirbt, zieht sein Vater bei ihm ein. Sein Hund hört auf den Namen Freud, wird im Laufe der zweiten Staffel aber aus Versehen erschossen.
Munzl wird vor Drohungen und aggressivem Verhalten panisch und wehrlos, wobei ihn sein Team immer wieder noch rechtzeitig aus einer bedrohlichen Situation mit Kriminellen retten kann. Dennoch versucht er, in einigen Fällen auf eigene Faust zu ermitteln, vor Ort zu sein und Erfolg zu beweisen, den manche im Team öfter schon zu früh bezweifeln.

### Kerstin Winter
Kerstin Winter ist die einzige Frau in der Abteilung und gibt sich als die knallharte Polizistin. Max Munzl erkennt, dass sie in Wirklichkeit viel sensibler ist, und zum Beispiel noch einen Teddy besitzt. Munzl gegenüber ist sie aufgeschlossener als Hendricks oder Victor. In der zweiten Staffel muss sie die Trennung von ihrem Freund verarbeiten.

### Eddie Stachowiak
Eddie Stachowiak ist der jüngste Kollege der Abteilung. Er wird von seinen Kollegen als nicht sehr intelligent eingeschätzt und arbeitet lieber mit den Händen als mit dem Kopf. Am Ende der ersten Staffel verlobt er sich mit einer polnischen Frau. Nach der Trennung hadert er mit stetigen Misserfolgen beim anderen Geschlecht. In der zweiten Staffel fühlt sich Eddie oft als Außenseiter, da er von den anderen verdächtigt wird, Schmiergeld angenommen zu haben. Jedoch ist er stets bemüht, den guten Polizisten abzugeben. Er sucht psychologischen Rat bei Max, der ihn immer wieder aufmuntert, weiterzumachen und nicht aufzugeben bei Konflikten der SoKo-Truppe. Eddie hat einen geistig behinderten Zwillingsbruder namens Martin, der zehn Minuten vor ihm auf die Welt gekommen ist.

### Victor Kellinghoff
Victor Kellinghoff ist die vierte Person im SoKo-Team. Er hat offensichtlich ein Alkoholproblem, wobei Max der einzige ist, der das anspricht. Zu Beginn der zweiten Staffel beginnt er allerdings, dieses Problem in Angriff zu nehmen. Zudem tritt er in eine religiöse Glaubensgemeinschaft ein und redet während der Einsätze immer öfter von Gott. Er wird aber auf die harte Probe gestellt, als er bei einem Einsatz jemanden anschießt. Er ist recht zynisch und steht Munzl sehr reserviert gegenüber.

### Horst Hendricks
Horst Hendricks ist der Leiter des Teams und hauptsächlich verantwortlich für Kerstin, Eddie und Victor. Er hat keine direkte Weisungsbefugnis über Max Munzl, da dieser direkt dem gemeinsamen Vorgesetzten Kriminalrat Hasse untersteht. Er steht Munzl äußerst skeptisch gegenüber und hält seine psychologischen Strategien für Unsinn. Hendricks sieht in seinem Team anfangs kaum Verwendung für einen Psychologen und setzt grundsätzlich auf harte Taktiken gegen Verbrecher. Bei gelungenen Einsätzen ist er jedoch meist selbst über die Pläne von Munzl überrascht.
Der Chef des Teams lebt geschieden von seiner Frau und hat ein Problem damit, dass seine einzige Tochter eine andere Frau heiraten möchte. Daher wirkt er oft gestresst und reagiert in vielen Situationen gereizt. Die Serie lebt unter anderem von Konflikten seiner Anweisungen und den teilweise entgegengesetzten Anweisungen von Max Munzl.

## Ausstrahlung und Einschaltquoten
Die erste Staffel wurde zwischen März und Mai 2007 auf ProSieben ausgestrahlt. Die erste Folge am 26. März 2007 wurde von nur insgesamt 1,5 Millionen Zuschauern gesehen, der Marktanteil betrug 4,9 Prozent. In der werberelevanten Zielgruppe lag der Marktanteil bei 9,3 Prozent. Die letzte Folge der ersten Staffel am 7. Mai 2007 sahen 1,04 Millionen Zuschauer bei 3,5 Prozent Marktanteil.
Obwohl die erste Staffel keine zufriedenstellenden Zuschauerwerte vorweisen konnte, wurde eine zweite Staffel bestellt. Die zweite Staffel startete am 24. Juni 2008.

## Trivia
- In den ersten drei Folgen der ersten Staffel führte Ralf Huettner (Die Musterknaben) Regie, in Folge vier bis sechs Richard Huber (Mein Leben & Ich).
- Der Titelsong der Serie ist Walls Come Tumbling Down von The Style Council aus dem Album Our Favourite Shop von 1985. Gelegentlich werden die Songs Stuck in the Metal von Eagles of Death Metal und Heartattack And Vine von Tom Waits eingespielt.

## Resonanz
Das Feuilleton schätzte Dr. Psycho offenbar sehr. Von der öffentlichen Kritik wurde die Serie zumeist gelobt.
- Quotenmeter.de war am 23. März 2007 angetan von der Serie: „‚Dr. Psycho‘ ist eine äußerst gelungene und heitere Krimi-Komödie, die sich sehr positiv von dem derzeit produzierten und gesendeten Comedy-Einheitsbrei aus deutschen Landen abhebt.“[4]
- Die FAZ war am 24. März 2007 voll des Lobes. „Christian Ulmen ist ein brillanter Improvisationskomiker. In der neuen Krimiserie Dr. Psycho […] beweist er als Polizeipsychologe, wie witzig er fertige Drehbücher interpretieren kann.“[5]
- Die Frankfurter Allgemeine Sonntagszeitung schrieb in der darauf folgenden Ausgabe am 25. März 2007 ebenso lobend vor allem über Ulmens Schauspielkunst.
- Die Welt schrieb nach Ausstrahlung der ersten Folge eine durchweg positive Kritik. Danach gab es „immer wieder Momente mit geschliffenen Sprüchen. Die kamen zumeist aus dem Munde der Hauptfigur, perfekt besetzt mit Christian Ulmen.“[6]
- Die taz schrieb am 26. März 2007 über Ulmen: „Das ist einer, der traut sich was.“ Und dass er im Laufe der Serie eine spürbare Entwicklung zum richtigen Schauspieler nähme.[7]
- Die Süddeutsche Zeitung bezeichnete am 26. März 2007 Munzl als „Columbo in jung: vertrottelt, verlottert, verschlurft.“ Laut Kritikerin Senta Krasser passen die Besetzung, der Text, die Regie und sogar der Vorlauf (Sendeplatz).[8]
- Für Spiegel Online schreibt Christian Buß am 25. März 2007 (im Widerspruch zum Lob in der Spiegel Print-Ausgabe, s. u.): „Der eigentlich begnadete Nichtschauspieler Christian Ulmen stolpert ab morgen mit […] psychologischen Binsenweisheiten durch eine neue Pro-Sieben-Serie. […] In Dr. Psycho aber funktioniert weder der Slapstick noch die Action.“[9]
- Der Spiegel schrieb in seiner gedruckten Ausgabe Nr. 14 vom 2. April 2007 auf Seite 106: „Der Schauspieler Christian Ulmen ist ein Geschenk des Entertainer-Himmels“. Dr. Psycho sei „ein großer anarchischer Spaß“.
- Medienhandbuch.de, ein Portal für Massenmedien, IT, Kommunikation und Kultur, beschreibt die erste Folge als „Mischung aus skurril-intelligentem bis derbem Humor mit einer gehörigen Portion Aktion, die es so bisher in der bundesdeutschen TV-Landschaft noch nicht gab.“ Drehbuch, Casting und Schauspieler werden als „klasse“ gelobt.
- Der Tagesspiegel veröffentlichte am 7. Mai 2007 unter der Überschrift „Lieber Christian Ulmen…“ einen ganzseitigen Fanbrief an den Hauptdarsteller. Ulmen erinnere „in seinen besten Momenten an Heinz Erhardt“ und die Verlängerung von Dr. Psycho sei die ersehnte Hoffnung auf ein „gutes Fernsehprogramm“.[10]

## Auszeichnungen
- 2007: Goldener Gong und Bayerischer Fernsehpreis an Christian Ulmen als Bester Schauspieler[11]
- 2007: Deutscher Fernsehpreis in der Kategorie Bestes Buch an Ralf Husmann
- 2008: Adolf-Grimme-Preis in der Kategorie Unterhaltung[12]

Außerdem war Dr. Psycho 2007 in der Kategorie Sitcom für den internationalen Fernsehpreis Rose d’Or nominiert. Eine Nominierung erfolgte 2008 für den Deutschen Fernsehpreis in der Kategorie Beste Serie.